# Golful german

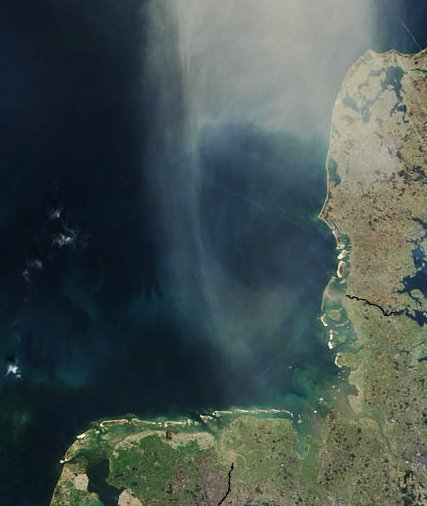
Imagine din satelit Golful german,

Golful german (olandeză: Duitse Bocht, daneză: Tyske Bugt și frizonă: Dútske Bocht) este situat la Marea Nordului în nordul Europei și se întinde de la Insulele frizone olandeze, cuprinde insulele frizone germane de est și nord, până la peninsula Jütland din Danemarca. Limita de nord în mare a golfului se află la bancul de nisip Doggerbank.
In Goful german se află gurile de vărsare a fluviilor Eider, Elba, Weser și Ems.
Insula Helgoland se află într-o poziție centrală în golf.
Un trafic intens maritim se află In partea de sud a golfului continuată din Canalul Mânecii pe cursul Elbei spre Hamburg. O parte a golfului este rezervat natural Wattenmeer.